# تكرار الصدارة
تكرار الصدارة في البلاغة أداة بلاغية تتكون من تكرار سلسلة من الكلمات في بدايات الجمل المجاورة لإضافء التركيز عليها.

## أمثلة
قال محمد صلى الله عليه وسلم في الحديث النبوي:
«مَن كانَ يُؤْمِنُ باللَّهِ والْيَومِ الآخِرِ فَلْيَقُلْ خَيْرًا، أوْ لِيصْمُتْ، ومَن كانَ يُؤْمِنُ باللَّهِ والْيَومِ الآخِرِ فَلْيُكْرِمْ جارَهُ، ومَن كانَ يُؤْمِنُ باللَّهِ والْيَومِ الآخِرِ فَلْيُكْرِمْ ضَيْفَهُ.»